# Een beetje
'n Beetje, często zapisany jako Een Beetje – utwór holenderskiej wokalistki Teddy Scholten, napisany przez Dicka Schalliesa i Willy'ego van Hemerta, nagrany i wydany w 1959 roku. Utwór reprezentował Holandię podczas 4. Konkursu Piosenki Eurowizji w tym samym roku.
Podczas konkursu, który odbył się 11 marca 1959 roku, utwór został wykonany jako piąty w kolejności i ostatecznie wygrał koncert finałowy, zdobywając 21 punktów. Dyrygentem orkiestry podczas występu wokalistki był Dolf van der Linden. 
Oprócz niderlandzkojęzycznej wersji singla, wokalistka nagrała numer w języku francuskim i niemieckim. Na stronie B winylowego wydania utworu znalazła się piosenka „Zing, kleine Vogel”.